# بارنت نیومن
 بارنت نیومن (انگلیسی: Barnett Newman؛ ۲۹ ژانویهٔ ۱۹۰۵ – ۴ ژوئیهٔ ۱۹۷۰) یک هنرمند اهل ایالات متحده آمریکا بود.